# Chituru Ali
Chituru Ali, né le 6 avril 1999 à Côme, est un athlète italien spécialiste des épreuves de sprint.

## Biographie
Né à Côme d’une mère nigériane et d’un père ghanéen, Chituru Ali joue au football, avant de se tourner vers l’athlétisme et à participer à des compétitions de haies jusqu'en 2019, où il accède aux demi-finales des championnats d'Europe U23. Il délisse ensuite les haies pour se consacrer au sprint.
Auteur d'un record personnel à 10 s 15 en juin 2022 à Madrid, il se classe 8e du 100 m lors des championnats d'Europe 2022 à Munich.
Champion d'Italie du 60 m en février 2024, son premier titre national, il atteint la finale des championnats du monde en salle à Glasgow en prenant la 8e place après avoir porté son record personnel à 6 s 53 en demi-finale. Le 3 mai à Dubai, il améliore son record personnel sur 100 m en 10 s 06, puis réalise 10 s 01 quelques jours plus tard à Nairobi mais avec un vent arrière trop favorable (+ 2,2 m/s).
Il est médaillé d'argent aux championnats d'Europe de Rome, derrière son compatriote Marcell Jacobs. Aux Paavo Nurmi Games de Turku, il devient le troisième Italien à courir sous les 10 s, en 9 s 96 dans une course remportée par Jacobs.

## Palmarès
| Date | Compétition                    | Lieu    | Résultat | Épreuve | Temps   |
| ---- | ------------------------------ | ------- | -------- | ------- | ------- |
| 2022 | Championnats d'Europe          | Munich  | 8e       | 100 m   | 10 s 28 |
| 2024 | Championnats du monde en salle | Glasgow | 8e       | 60 m    | 7 s 00  |
| 2024 | Championnats d'Europe          | Rome    | 2e       | 100 m   | 10 s 05 |

## Records
| Épreuve | Temps   | Lieu     | Date          |
| ------- | ------- | -------- | ------------- |
| 60 m    | 6 s 53  | Glasgow  | 1er mars 2024 |
| 100 m   | 9 s 96  | Turku    | 18 juin 2024  |
| 200 m   | 20 s 64 | Grosseto | 22 mai 2022   |